# Euproctis josiata
Euproctis josiata är en fjärilsart som beskrevs av Walker 1865. Euproctis josiata ingår i släktet Euproctis och familjen tofsspinnare. Inga underarter finns listade i Catalogue of Life.